# Victor Matthews
Victor Matthews est un peintre américain né en 1963 à New York, USA, et qui partage aujourd'hui son temps entre sa ville natale et Los Angeles. Ayant débuté aux côtés des principaux artistes du street-art des années 1980, il est une figure majeure de la scène artistique contemporaine newyorkaise, aux côtés de Keith Haring, Francesco Clemente, Jean-Michel Basquiat, Donald Baechler, Brice Marden qu'il a côtoyés tout au long de son parcours...

## Débuts dans le New-York des années 80
Le jeune Victor Matthews fréquente l'école PS138 à Brooklyn, New York. Depuis son plus jeune âge, il s'enferme dans sa chambre pour coucher sur papier des objets de son quotidien. Il se tourne naturellement vers des études artistiques, son parcours le menant de la High School of Art and Design (où il passera quatre ans) à un Bachelor of Fine Arts obtenu en 1985 à l'Art Institute de Fort Lauderdale.
La même année, il commence à passer ses nuits à peindre ses premières fresques sur les murs des bâtiments de Soho, ce qui lui vaudra rapidement d'être remarqué par les amateurs de street-art. Pourtant dès cette époque, il utilise de la peinture murale plutôt que des bombes de peinture : raison pour laquelle il considère son travail comme de la peinture, et non du graffiti. Au milieu des années 80, il intègre ainsi un cercle prestigieux d'artistes emblématiques du renouveau du paysage artistique new-yorkais, aux côtés du "parrain du street-art" Richard Hambleton. Ainsi, Keith Haring lui enseigne comment tendre une toile sur un châssis ; Francesco Clemente lui montre l'utilisation de l'aquarelle; Ross Bleckner lui apprend à travailler la cire d'abeille et la peinture à l'encaustique; Donald Baechler lui inspire son sens aigu des formes simples; tandis que Brice Marden le marque par leurs discussions sur l'utilisation de la "ligne" en peinture.

## Identité artistique et démarche
En dépit de ses racines urbaines, Victor Matthews est un vrai peintre de studio. Après quelques années de travail à l'encre et au pastel, Matthews développe progressivement la technique et l'univers qui constituent encore aujourd'hui sa signature artistique. Le cœur de son œuvre est inspiré par la ville de New York, qu'il arpente depuis toujours et dont il intègre des figures emblématiques (sneakers, pigeons, vélos, ponts et autres chateaux d'eau) dans son œuvre. Sans esquisse préliminaire, il se laisse porter par le mouvement pour réinterpréter au graphite, dans un style hiéroglyphique semi-abstrait à motifs géométriques, sa vision de NYC dans laquelle les lignes architecturales s'adoucissent et le rythme de la vie urbaine s'empreint de volupté. Ensuite tout est d'affaire d'équilibre entre colle de peau, un fond souvent taupe et bien sûr la peinture blanche, omniprésente dans les œuvres de l'artiste, le tout racontant une histoire aux couches multiples, typiques de son iconographie personnelle.
Au fil des années, et notamment de ses séjours sur la côte Ouest, les tableaux de Victor Matthews gagnent en abstraction et en éléments organiques. La spiritualité trouve aussi sa place dans le travail de l'artiste, qui continue de cultiver son esprit zen, une sérénité elle aussi retranscrite sur la toile par le biais d'inspirations bouddhistes et hindouistes, à l'image du récurrent troisième œil ou de l'Arbre de Vie. Les fonds taupes se font eux aussi plus nuancés, rehaussés de ce que Matthews appelle des "tons" ou des "humeurs". Sous le ciel californien, les toiles de l'artiste voient l'arrivée de dégradés de couleurs, comme un écho aux levers et couchers de soleil sur Los Angeles.

## Expositions et collections
Ses œuvres, souvent de grandes dimensions, s'exposent dans un nombre croissant de galeries de New-York entre 1985 et 1992, puis progressivement dans le reste des États-Unis. Suivront l'Allemagne, l'Italie, la France, Saint-Barthélémy... En 1999, Matthews est invité à participer à la biennale de Venise aux côtés de René Cox; il y retournera en 2013, cette fois avec Paolo Nicola Rossini. Petit à petit, l'univers de Victor Matthews attire l'attention de grands noms du show-business et de l'entreprenariat américain. Le milieu musical, et particulièrement du hip-hop, s'intéresse à son œuvre. Parmi les collectionneurs qui soutiennent son travail figurent Russell Simmons (fondateur du label Def-Jam), Robin Thicke, Jay-Z, L.A. Reid, mais aussi Donald Trump, Forest Whitaker, l'écrivain Salman Rushdie (qui a préfacé plusieurs de ses catalogues d'exposition), l'animatrice Ellen DeGeneres ou encore l'ancien président du Botswana Festus Mogae.

### Sélection d'expositions
- 2016
  - the milky way, LuxArtFair, Luxembourg
  - The Longest Road, KM Fine Arts, Los Angeles, CA
- 2015
  - Contemplations & Reflections, KM Fine Arts, Chicago, IL
  - Some thoughts and dreams, ST-ART Strasbourg, France
- 2014
  - bright… brighter… brightest,  KM Fine Arts,  Los Angeles, CA
- 2013
  - Transitions (avec Paolo Nicola Rossini) - 55th Venice Biennale 2013, Italy
  - également montrée au Boca Museum, Boca Raton, FL
- 2012
  - Winter Dreams, Space SBH, St Barthelemy
- 2011
  - The Vortex Paintings, deBuck Gallery, New York, NY
- 2010
  - Alter Ego Paintings, Wendt Gallery, New York, NY
- 2009
  - Champions of Modernism III, Wendt Gallery, Laguna Beach, CA
- 2008
  - Antarctica, Olivia On Warren, Hudson, NY
- 2007
  - Oliver Houg Gallery, Lyon, France
- 2006
  - Champions of Modernism II, Denise Bibro Fine Art, Inc., New York, NY
- 2005
  - Galerie Berinson, Berlin, Germany
- 2004
  - Trans Hudson Gallery, New York, NY
- 2002
  - Beyond Metamorphosis, between Piers 88-90, Battery Park, New York, NY
- 2001
  - Panther, a site-specific installation, Sculpture Center, Long Island City, NY
- 2000
  - Sala 1 – International Center for Contemporary Art – Rome, Italy
- 1999
  - 48th Venice Biennale, Venice, Italy
- 1998
  - Stephen Wirtz Gallery – San Francisco, CA
- 1996
  - Champions of Modernism, The Castle Gallery
  - College of New Rochelle, New Rochelle, NY
  - Mary Washington College Galleries, Fredericksburg, VA
  - Gibbes Museum of Art, Charleston, SC
  - Brevard Museum of Art and Science, Melbourne, FL
- 1995
  - Pink Innocence, Grand Salon, New York, NY
  - Stephen Wirtz Gallery, San Francisco, CA
  - Kantor Gallery, Los Angeles, CA
  - Paul Nievergilt, Zurich, Switzerland
- 1993
  - Drawing the Line Against AIDS, Guggenheim Museum, Venice, Italy
- 1992
  - Perry Rubenstein Gallery, New York, NY
- 1991
  - Tim Foley Gallery, New Orleans, LA
  - Tibor de Nagy, New York, NY
- 1988
  - Tower Gallery, New York, NY
  - Gallerie Sedjusehin, Konstanz, Germany
  - Gallerie Berenson, Berlin Germany
- 1987
  - Maurice Azoulay Gallery, Los Angeles, CA
- 1986
  - E.V. Gallery, New York, NY
  - Art et Industrie,, New York, NY
  - Moda Exhibition Space, New York, NY
- 1985
  - Palladium East Village Show, New York, NY
  - Aesthetics Gallery, New York, NY
  - Sidney Janis Gallery, New York, NY
  - The National Afro-American Museum and Cultural Center, Wilberforce, OH

## Investissement caritatif
Son parcours dans l'école publique rend Victor Matthews particulièrement sensible à la cause de l'enseignement artistique dès le plus jeune âge. Fortement impliqué dans plusieurs activités caritatives, en particulier aux côtés de Russell Simmons, Victor Matthews a par exemple travaillé en partenariat avec le Miami's Children Museum dans le cadre d'un projet collaboratif qui a donné naissance à des sculptures inspirées des peintures urbaines semi-abstraites qui constituent sa signature artistique.